# عقبي

منظر جانبي للكاحل، حيث يظهر العقبي

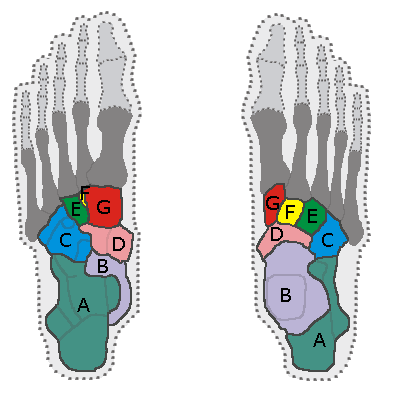
عظام الرصغ.
الرسم إلى اليمين نظرة من أعلى القدم، والرسم إلى اليسار نظرة من أسفل القدم:
A- عظم العقب (Calcaneus).
B- عظم الكاحل (Talus bone).
C- العظم النردي (Cuboid bone).
D- العظم الزورقي (Navicular bone).
E- عظم إسفيني وحشي (Lateral cuneiform bone).
F- عظم إسفيني أوسط (Intermediate cuneiform bone).
G- عظم إسفيني إنسي (Medial cuneiform bone).
- العظام المبيّنة باللون الرمادي الداكن (الغامق) هي عظام مشط القدم (Metatarsal bones).
- العظام المبيّنة باللون الرمادي الفاتح هي سُّلاَمَيات القدم (Phalanges of the foot).

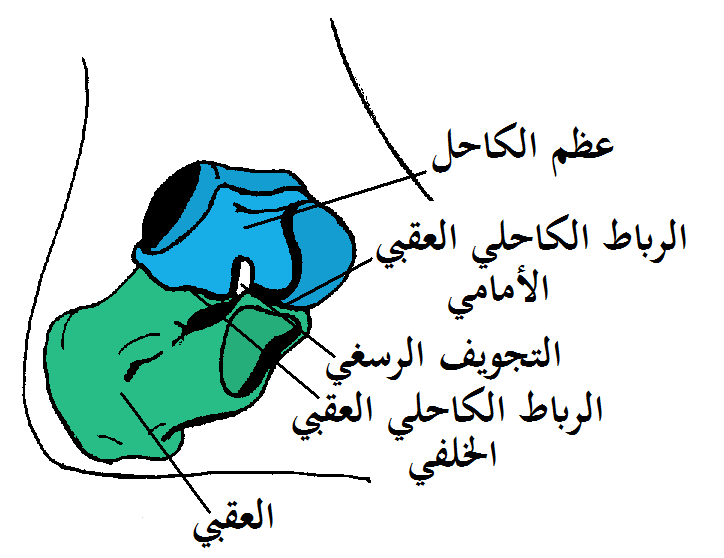
العظم العقبي بالأخضر

العظم العقبي بالأحمر

العَقِبِيّ أو العَظْم العَقِبِيّ أو عَظْم العَقِب (بالإنجليزية: Calcaneus)‏  هو أكبر عظام الرُصُغ يقع في القسم الخلفي من القدم، ويطلق عليه أيضاً عظم الكعب حيث أنه العظم من طرسوس في القدم والتي تشكل الكعب. في بعض الحيوانات الأخرى، هو نقطة العرقوب.
لا بد هنا من التمييز بين عدة تسميات مختلفة يتم الخلط بينها أحياناً:
- عظم العقب: يسمى بالعامية أو اللغة الدارجة الكعب.
- عظم القعب: يسمى بالعامية أو اللغة الدارجة الكاحل.

## البناء
في البشر، يعد العقدة أكبر عظام رصغ وأكبر عظم في القدم. يعتبر عظم الكاحل، والعقدة، والعظم الزاحفي الصف القريب من عظام الكاحل. في العقدة، يمكن تمييز العديد من الهياكل المهمة: 
نصف العظم الأقرب إلى الكعب هو الحدبة العقبية. على حافته السفلية على كلا الجانبين توجد عملياته الجانبية والوسطى (عضلة مبعدة لخنصر القدم). بحيث يتم إدخال وتر العرقوب في منطقة خشنة على جانبه العلوي، ويتمفصل العظم المكعب (عظم نردي) مع جانبه الأمامي، وعلى جانبه العلوي توجد ثلاثة أسطح مفصلية للتعبير مع عظم الكاحل . بين هذه المفاصل المتفوقة والمكافئات على الكاحل هو الجيب الرصغي (القناة التي يشغلها الرباط الكعباني بين العظام). في الجزء العلوي ومقدم من السطح الإنسي للعقبي، دون وجه تالار الأوسط، هناك سماحة الأفقية والجرف تالار (أيضا معلاق الكاحل)، الذي يعطي مرفق إلى (الربيع) الرباط الأخمصي العقبي، الظنبوبي العقبي الرباط، والرباط الكعباني الإنسي. هذه هي سماحة مقعر أعلاه، وينطق مع السطح المفصلي العقبي الأوسط من الكاحل . أدناه، هو مخدد لوتر العضلة المثنية الطويلة ؛ يعطي الهامش الأمامي التعلق بالرباط العقدي الأخمصي، وحافته الإنسيّة إلى جزء من الرباط الدالي لمفصل الكاحل .
على الجانب الجانبي عادة ما تكون درنة تسمى الحدبة العظمية (أو عملية البكر). هذا نتوء مرتفع يقع بين أوتار الشظية الطويلة والقصيرة. يفصل بين الأخاديد المائلة للسطح الجانبي للعقدة (لأوتار العضلات الشظوية).
أهميتها التشريحية الرئيسية هي كنقطة تباعد في المسار المشترك سابقًا الذي تشترك فيه الأوتار البعيدة من العضلة الشظوية طويلة (peroneus longus) والعضلة الشظوية القصيرة (peroneus brevis) في طريقهما إلى مواقع التعلق الخاصة بكل منهما. 
والعقب هو جزء من اثنين من المفاصل: المفاصل بين عظام الرسغ الداني والمفصل الكاحلي العقبي. يتم تغطية نقطة العقدة بواسطة الجراب العكسي.
في العقدة يتطور مركز تعظم خلال الأسبوع الرابع إلى السابع من نمو الجنين.

## التشريح
تتألف عظام القدم تشريحياً من عظام الرصغ والأمشاط والسلاميات، وتتألف عظام الرصغ من سبعة عظام صغيرة تتمفصل مع بعضها البعض ومع عظمي الساق وهي: العقب والقعب والعظم النردي والعظم الزورقي والعظم الإسفيني الأنسي والعظم الإسفيني الأوسط والعظم الإسفيني الوحشي.
يعد عظم العقب أكبر عظام الرصغ. يتمفصل في الأعلى مع عظم القعب ويتمفصل في الأمام مع العظم النردي، وله ستة وجوه:
• الوجه الأمامي: يتمفصل مع العظم النردي.
• الوجه الخلفي: يتميز بوجود البارزة الخلفية للقدم التي يرتكز عليها وتر العقب.
• الوجه الوحشي: يوجد عليه بروز يُسمى الحدبة الشظوية التي يرتكز عليها وترا العضلة الشظوية القصيرة والعضلة الشظوية الطويلة.
• الوجه الأنسي: يبرز منه ناتئ له شكل الرف يُدعى بمعلاق القعب لأنه يساهم في دعم عظم القعب.
• الوجه العلوي: يتميز بوجود سطحين مفصليين يتمفصل عظم العقب من خلالها مع عظم القعب وينفصلان عن بعضهما بالثلم العقبي.
• الوجه السفلي: يتميز بوجود ثلاث حدبات، حدبة أمامية وحدبة أنسية كبيرة وحدبة وحشية صغيرة.

## الوظيفة
يتم إدراج ثلاث عضلات على العقدة: عضلة الساق والنعل والأخمص . هذه العضلات جزء من الحجرة الخلفية للساق وتساعد في المشي والجري والقفز وتشمل وظائفها المحددة ثني أخمصي القدم، وثني الركبة، وثبات الساق على الكاحل أثناء الوقوف. تعمل العقدة أيضًا كمصدر للعديد من العضلات القصيرة التي تمتد على طول باطن القدم وتتحكم في أصابع القدم.
تتوزع قوى الضغط المطبقة على القدم على خمسة محاور، ثلاثة متوسطة واثنان جانبيان. تمتد المحاور الجانبية فوق العظم القعبي إلى عظم العقب والعظام الإسفينية الثلاثة والعظم الزورقي. يتمفصل عظم القعب فوق عظم العقب ولذلك تكون المحاور متجاورة وتتجه نحو أصابع القدم وتُشكل أقواس القدم التي تعمل على توزيع قوى الضغط عند المشي أو الوقوف على تضاريس غير مستوية. ولذلك يُشكل العقب النقطة الخلفية للدعم التي تتحمل العبء الأكبر لحمل وزن الجسم.
يُغلف أسفل القدم بطبقة سميكة من النسيج الضام يصل سمكا لأكثر من 2 سم بهدف توزيع القوى الضاغطة على العقب أثناء المشي، وخاصة في مرحلة الوقوف عندما يلامس العقب الأرض. يحتوي هذا النسيج على نوع من حجرات الضغط التي تعمل لامتصاص الصدمات وتثبيت القدم. تحتوي كل حجرة على نسيج ليفي مغطى بطبقة من النسيج الضام المصنوع من ألياف الكولاجين. تعتبر منطقة أسفل القدم واحدة من أكثر مناطق الجسم توعية دموية.

## دوره كمرتكز لعضلات الساق
تُقسم عضلات المسكن الخلفي للساق إلى مجموعة سطحية تضم العضلة مثلثة الرؤوس (الساقية والنعلية) والعضلة الأخمصية، والمجموعة العميقة التي تضم العضلة المأبضية والعضلة الظنبوبية الخلفية والعضلة قابضة الإبهام الطويلة والعضلة قابضة الأصابع الطويلة.
يرتكز وتر أخيل على عظم العقب وهو عبارة عن وتر مشترك لثلاث عضلات هي العضلات النعلية والساقية والأخمصية التي تشكل عضلات المسكن الخلفي للساق. إن الوظيفة الرئيسية لهذه العضلات الثلاثة هي الثني الأخمصي للقدم.
- تنشأ العضلة الساقية برأسين من الوجه الوحشي والأنسي للفخذ ثم يتقارب الرأسان ويلتحمان مع وتر العضلة النعلية لتشكيل وتر العقب الذي يرتكز على الوجه الخلفي للعقب وتتعصب هذه العضلة بالعصب الظنبوبي.
- تنشأ العضلة النعلية فتنشأ من الوجه الخلفي لعظم الشظية ومن القوس الوترية لعظم الظنبوب وترتكز على الوجه الخلفي للعقب وتتعصب بالعصب الظنبوبي أيضاً.
- تنشأ العضلة الأخمصية من الوجه الوحشي للفخذ وترتكز على الحافة الأنسية للوتر العقبي وتتعصب كذلك بالعصب الظنبوبي.

| عضلة                          | اتجاه | مرفق                                         |
| ----------------------------- | ----- | -------------------------------------------- |
| عضلة الساق                    | إدراج | حديبة عظمة من خلال وتر العرقوب               |
| عضلة نعلية                    | إدراج | حديبة عظمة من خلال وتر العرقوب               |
| عضلة أخمصية                   | إدراج | حديبة عظمة إما مباشرة أو من خلال وتر العرقوب |
| عضلة قصيرة باسطة لأصابع القدم | الأصل | الجانب الظهري من العقدة                      |
| عضلة مبعدة لإبهام القدم       | الأصل | عملية وسطية من العقدة                        |
| العضلة الباسطة القصيرة        | الأصل | الجانب الظهري من العقدة                      |
| عضلة مبعدة لخنصر القدم        | الأصل | حديبة عظمة                                   |
| عضلة مثنية قصيرة لأصابع القدم | الأصل | حديبة عظمة                                   |
| عضلة مربعة أخمصية             | الأصل | العمليات الجانبية والوسطى للعقبي             |

## الأهمية السريرية

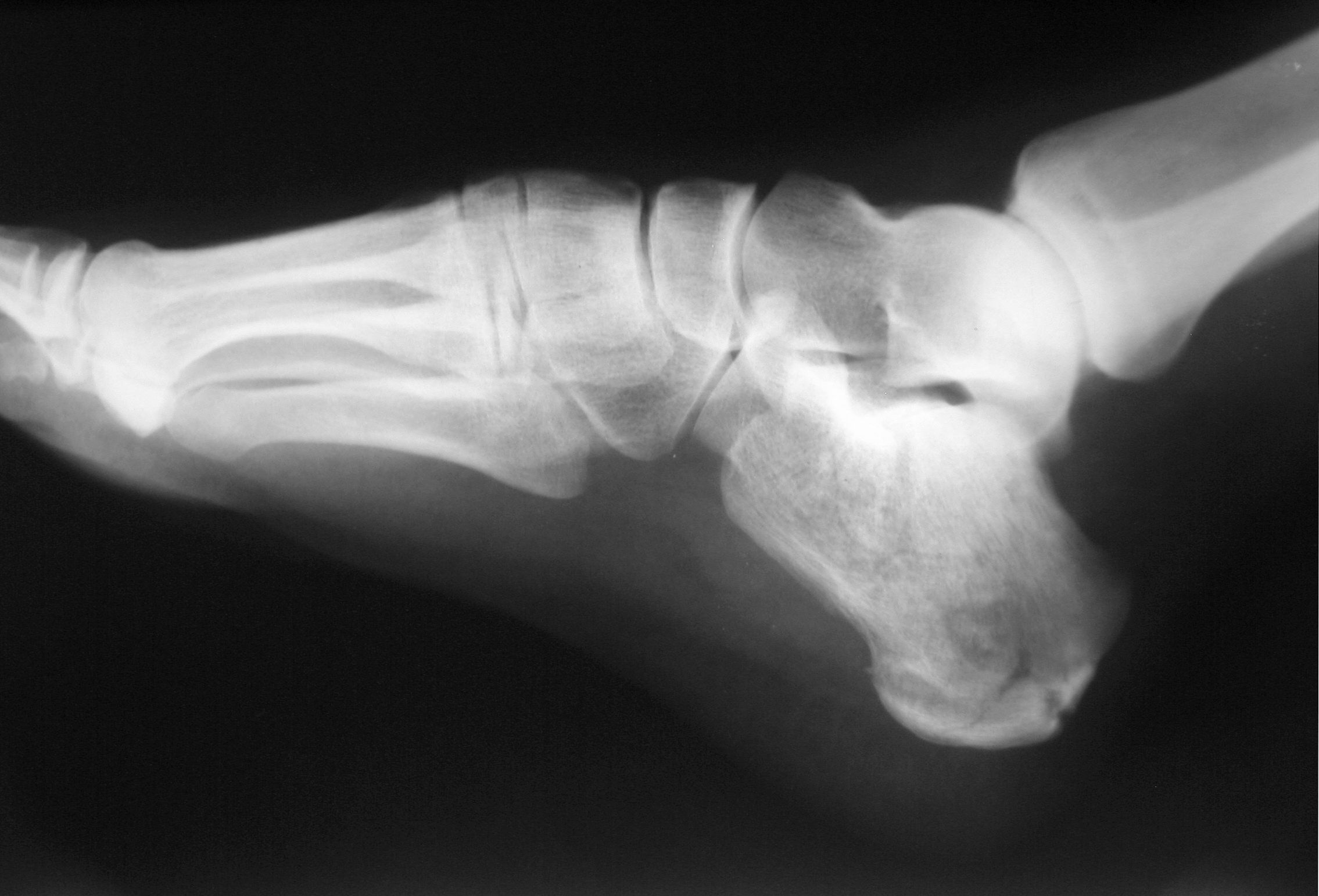
الأشعة السينية لكسر العقدة

عادةً ما يكون عظم الساق عموديًا فوق العقدة (pes rectus). إذا تم تدوير المحور العظمي بين هاتين العظمتين في الوسط، تكون القدم في وضع مقلوب (pes valgus)، وإذا تم تدويرها جانبًا، تكون القدم في وضع مقلوب (pes varus).
- كسر عظم العظم، المعروف أيضًا باسم كسر العاشق وكسر دون جوان.

## أمراض

### متلازمة نفق عظم الكعب

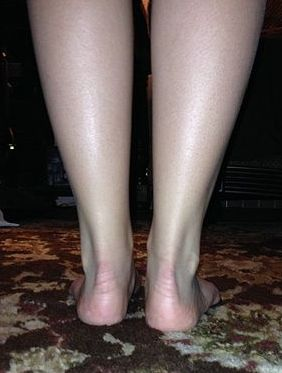
صورة تبين قوس القدم في حالته الطبيعية.

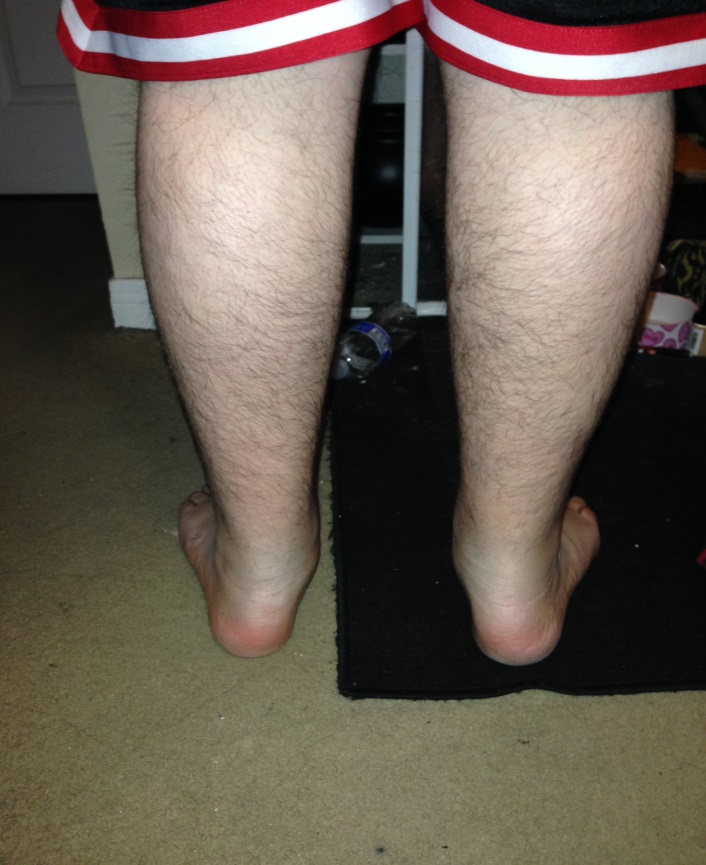
صورة تبين الأقدام المسطحة(ذات الأقواس الهابطة). حيث أنه بالمقارنة مع الأقدام الطبيعية يمكننا أن نبني تخيلًا لكيفية حصول الشد على العصب والضغط عليه.

تُعْرف بأنها اعتلال عصبي يتولَّد نتيجة الضغط على عصب قصبة الساق أثناء مروره في نفق عظم الكعب ويؤدي إلى حالة من الألم في القدم. ويمتدّ هذا النفق على طول الساق الداخلية خلف الكَعْبُ الإِنْسِيّ، الكعب الإنسي هو البروز الظاهر من الكاحل، بالتالي فإن نفق عظم الكعب يتموضع على الكاحل من الداخل. ويقوم كل من شريان قصبة الساق الخلفي، وعصب قصبة الساق، وأوتار عضلة قصبة الساق الخلفية، والعَضَلةُ الطّويلَةُ قابِضةُ إبهام القَدَم، والعَضَلَةُ الطَويلَةُ المُثْنِيَةُ للأَصَابِعِ، بعبور نفق عظم الكعب على شكل حزمة. أما داخل النفق، فينقسم عصب قصبة الساق إلى ثلاثة أعصاب: واحد منها يكمل طريقه نحو العَقِب وهو العصب العَقِبِيّ (calcaneal nerve)، أما العَصَبان الآخران فيكملان طريقهما إلى أسفل القدم، وهما: العصب الأَخْمَصِيُّ الإِنْسِيّ (medial plantar nerve) والعصب الأَخْمَصِيُّ الوَحْشِي (lateral plantar nerve). ويُحَاط نفق عظم الكعب بالعَظْم من الداخل، وبقَيدِ مُثْنِيات القَدَم (flexor retinaculum) من الخارج.

#### الأعراض
هذه بعض من الأعراض التي يتعرض لها المصاب بالمتلازمة:
- ألم وتنميل داخل الكاحل وحوله وفي أصابع القدم في بعض الأحيان.
- تَوَرُّم الأقدام.
- حرق مؤلم، وتنميل، وخَدَر أسفل القدم، ويزيد الألم سوءًا وانتشارًا في حالة الوقوف لفترة طويلة، فهو يزداد كلما زاد نشاطك ويقل بإراحة القدم.
- الإحساس بصدمات كهربائية.
- ألم ينتشر إلى الأعلى نحو الساق،[10] وإلى الأسفل نحو تَقَوُّس القدم، والعَقِب، وأصابع القدم.
- الإحساس بالبرودة أو السخونة في القدم.
- إحساس بأن القدم فارغة.
- ألم عند قيادة السيارة.
- ألم على طول مسار عصب قصبة الساق الخلفي.
- شعور بالحرق أسفل القدم، ويمتد نحو الركبة.
- الشعور «بالإِبَر والدبابيس» تنقر على الأقدام، حيث يكون هذا الشعور متزايدًا عند المصابين بالمتلازمة.
- علامة تينل موجبة.[10]

تُمَثِّل علامة تينل الإحساس بصدمة كهربائية عند النقر على عصبٍ مصاب، فإن حصل ذلك الإحساس عند النقر نقول بأن لدينا علامة تينل موجبة. ينتقل هذا الإحساس عادةً إلى داخل القدم فيشعر به المصاب في تلك المنطقة، ولكن يمكنه أيضًا الانتقال إلى الأعلى إلى الساق الداخلية.

### العلاج
عادة يُكتفى بالعلاج الفيزيائي إذا ما كانت الأعراض التي يشعر بها المريض خفيفة وغير مؤلمة بشكل مبرح لكن إذا استمر الاعتلال والألم أو ما إذا كانت الحالة حرجة من البداية فحينها يتم اللجوء للعلاج الجراحي.

### حالة شهيرة للإصابة بمتلازمة نفق عظم الكعب
وِفْقًا لخدمة الاستخبارات الوطنية في كوريا الشمالية، فقد خضع الزعيم الكوري كيم جونغ أون لعملية جراحية لعلاج متلازمة نفق عظم الكعب في كاحله الأيمن، وكانت هذه المتلازمة سببًا في أن الرئيس كان يعرج في مِشْيته. واختفى الزعيم عن العامّة لمدة ستة أسابيع بعد إجراء العملية التي شكّ العالم في ماهيَّتها، مما ولَّد تساؤلًا عالميًّا حول مستقبل الزعيم كيم جونغ أون وكوريا الشمالية.

## معرض صور

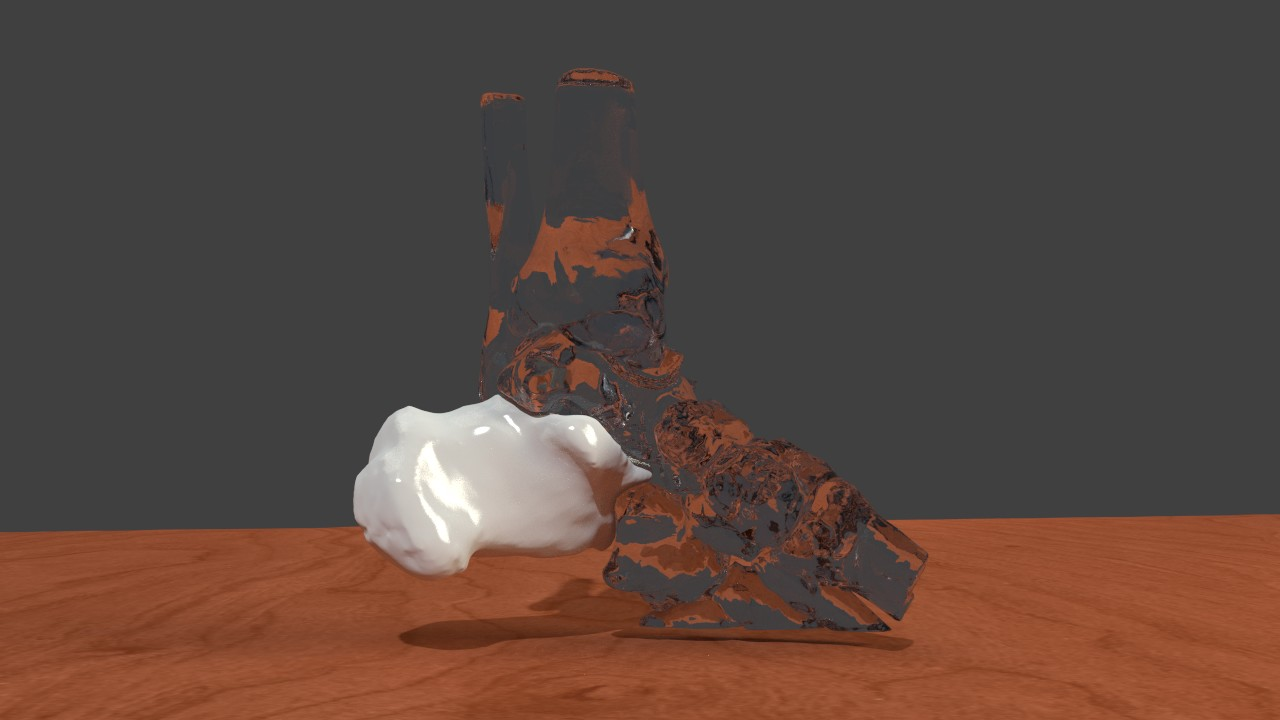

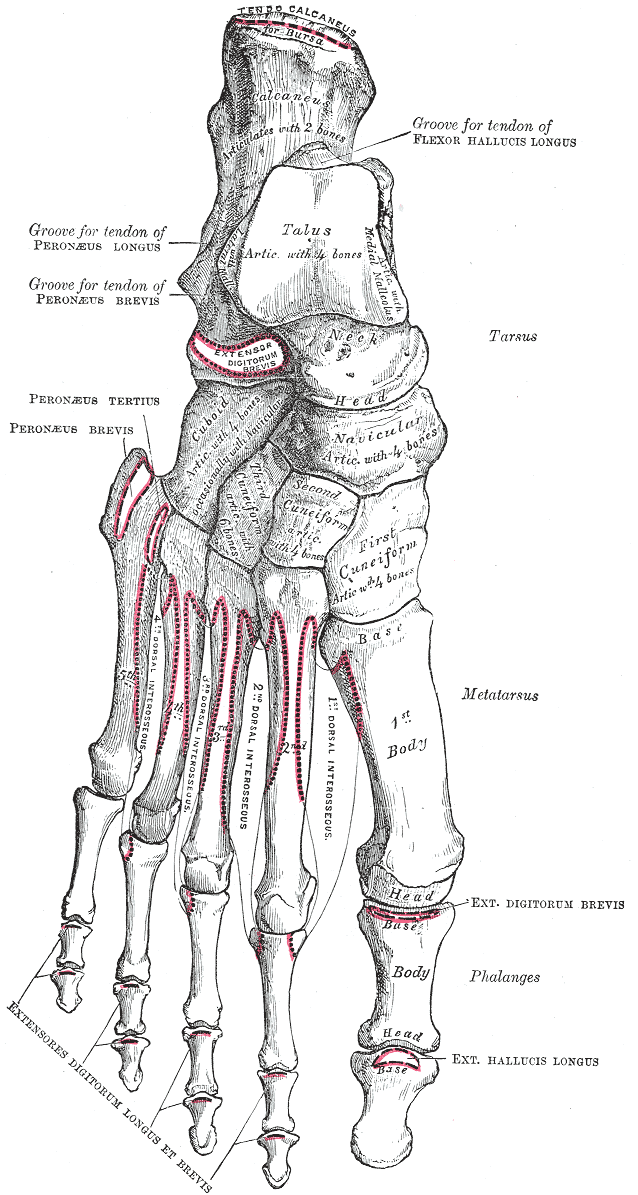
المرفقات العضلية (من الأعلى)

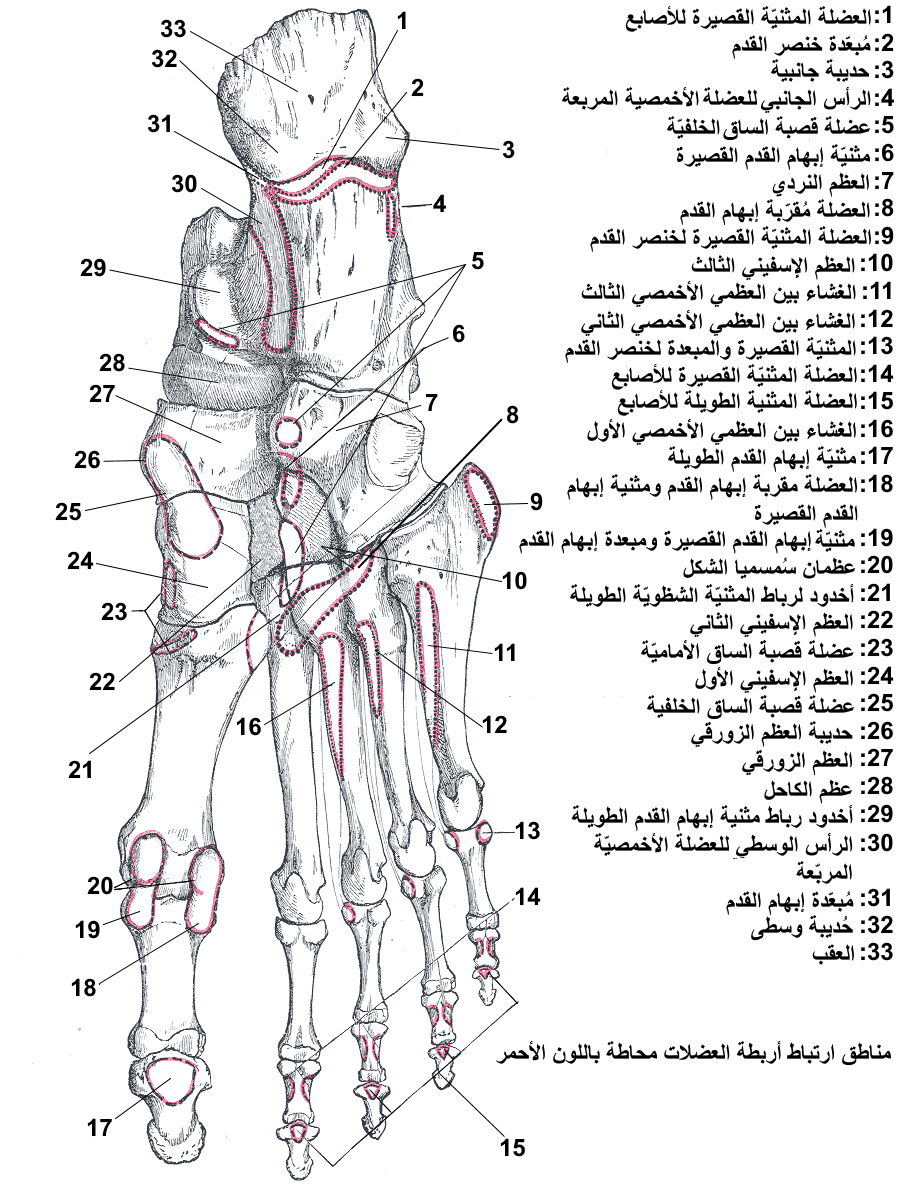
المرفقات العضلية (انظر أدناه)

## وصلات خارجية
- درسٌ تشريحي حول lljoints مُعدٌ بواسطة ويسلي نورمان (جامعة جورجتاون). (posterioranklejoint)
- نموذج Calcaneus ثلاثي الأبعاد قابل للطباعة، تنزيل مجاني بتنسيق STL (Embodi3D.com)